# Loxostege pictalis
Loxostege pictalis là một loài bướm đêm trong họ Crambidae.